# Хо Йон Мо
Хо Йон Мо (кор. 허영모; 21 квітня 1965 — 9 березня 2019) — південнокорейський боксер, призер чемпіонату світу, чемпіон Азії і Азійських ігор.

## Аматорська кар'єра
На Кубку світу 1981 в категорії до 48 кг завоював срібну медаль, у фіналі програвши Івайло Маринову (Болгарія).
На чемпіонаті світу 1982 завоював бронзову медаль.
- В 1/8 фіналу переміг Санду Петреску (Румунія) — 5-0
- У чвертьфіналі переміг Ібрагіма Білалі (Кенія) — 4-1
- У півфіналі програв Івайло Маринову (Болгарія) — 1-4

Того ж 1982 року став чемпіоном Азії і Азійських ігор.
На Кубку світу 1983 в категорії до 51 кг здобув перемоги над Ібрагімом Білалі (Кенія) і Джеффом Фенеком (Австралія), у фіналі програв Педро Орландо Реєсу (Куба) і завоював срібну медаль.
На Олімпійських іграх 1984 здобув перемоги над Фаєк Гобран (Єгипет) і Ефреном Табанасом (Філіппіни), а у чвертьфіналі програв Еюп Джану (Туреччина) — 1-4.
1987 року вдруге став чемпіоном Азії.